# Nebi Mustafi
Nebi Mustafi (* 21. August 1976 in Semsovo bei Tetovo) ist ein albanisch-mazedonischer ehemaliger Fußballspieler.
Der Mittelfeldspieler war auch für die Mazedonische Fußballnationalmannschaft im Einsatz. Sein Bruder Nuri Mustafi spielt zurzeit für GIF Sundsvall in Schweden.

## Erfolge
- Prva liga (Meisterschaft): 1998/1999, 1999/2000, 2000/2001
- Mazedonischer Fußballpokal: 2000, 2004